# Typika
Die Bezeichnung Typika meinte in der Liturgie ursprünglich eine hauptsächlich monastische Form der ostkirchlichen Kommunionfeier an Tagen, an denen keine volle Eucharistie gefeiert wurde. Ihre Heimat ist Palästina. Sie ist zu unterscheiden von der „Liturgie der vorgeweihten Gaben“, die sich in Kathedralgottesdiensten entwickelte. Mit dem Horologion gelangten die Typika als eigenständige Gottesdienste in das Stundengebet des Byzantinischen Ritus.
In Konstantinopler Klöstern wurden die Typika schließlich in aufgespaltener und umgewandelter Form mit der Messfeier, d. h. „Göttlichen Liturgie“, verbunden. Ein Teil (Ps 102, 145 und Seligpreisungen) trat an die Stelle der älteren Antiphonen (Ps 91, 92 u. 94) im ersten Teil der Liturgie, der zweite Teil (Ps 33 (34), Antidoron, Apolysis) wurde gegen Schluss der Feier eingefügt. Das Antidoron ersetzt die ursprüngliche Kommunion der Typika, weil in der vollen Messfeier naturgemäß bereits die Kommunion ausgeteilt wurde.